# Austen (cràter)
Austen és un cràter d'impacte en el planeta Venus de 45,1 km de diàmetre. Porta el nom de Jane Austen (1775-1817), novelista britànica, i el seu nom va ser aprovat per la Unió Astronòmica Internacional el 1994.